# Gaspard-Jean Lacroix
Pour les articles homonymes, voir Lacroix.
Gaspard-Jean Lacroix, né le 24 janvier 1810 à Turin et mort le 26 octobre 1878 dans le 11e arrondissement de Paris, est un peintre français.

## Biographie

### Jeunesse et années de formation
Gaspard-Jean Lacroix est né à Turin de parents français. En 1867, il a pour témoins de mariage quatre confrères artistes peintres, dont son maître et ami Camille Corot et Narcisse Berchère.
Élève de Jean-Baptiste Corot, Gaspard-Jean Lacroix débute au Salon de 1834 en exposant une Vue prise à Aulnay. Il expose au Salon jusqu'à sa mort en 1878 des paysages d'Auvergne, des Pyrénées-Orientales, du Lyonnais, du Dauphiné et de Provence, fruit d'un voyage avec Corot. En dehors de ces voyages dans le sud de la France, ce sont les paysages des environs de Paris qui l'inspirent. Il peint les rives de la Marne, la forêt de Fontainebleau et le parc de la villa Gigoux à Palaiseau.
Après un voyage dans son pays natal, l'Italie, il envoie une vue des environs de Rome au Salon de 1841.